# Колибри-инки
Колибри-инки (лат. Coeligena) — род птиц семейства колибри.

## Виды
Международный союз орнитологов относит к роду 15 видов:
- Бронзовый инка (Coeligena coeligena Lesson, 1833)
- Королевский инка (Coeligena wilsoni (DeLattre & Bourcier, 1846))
- Чёрный инка (Coeligena prunellei (Bourcier, 1843))
- Coeligena conradii (Bourcier, 1847)
- Ошейниковый инка (Coeligena torquata (Boissonneau, 1840))
- Coeligena inca (Gould, 1852)
- Фиолетовогорлый инка (Coeligena violifer Gould, 1846)
- Радужный инка (Coeligena iris Gould, 1854)
- Белохвостый инка (Coeligena phalerata Bangs, 1898)
- Зеленый инка (Coeligena orina Wetmore, 1953)
- Бурокрылый инка (Coeligena lutetiae DeLattre & Bourcier, 1846)
- Coeligena consita Wetmore & Phelps, WH Jr, 1952
- Золотобрюхий инка (Coeligena bonapartei (A. Boissonneau, 1840))
- Coeligena eos (Gould, 1848)
- Голубогорлый инка (Coeligena helianthea Lesson, 1839)